# Saverio Mercadante
Saverio Mercadante (Altamura, 1795. szeptember 17. – Nápoly, 1870. december 17.) 19. századi olasz operaszerző, a nápolyi operaiskola meghatározó egyénisége, korának ünnepelt színpadi szerzője.

## Élete
Mercadante édesapja korán megözvegyült, majd a házvezetőnőjével létesített élettársi kapcsolatot. A zeneszerző ennek, az akkoriban törvénytelennek számító kapcsolatnak a gyermekeként látta meg a napvilágot 1795-ben, a Bari melletti Altamura községben. Születési anyakönyvi kivonatában az szerepel, hogy a szülők neve ismeretlen, ennek következtében törvénytelen gyermeknek tekintették. Ez a jogállás azonban sok tekintetben kedvező volt a gyermekre nézve, ennek köszönhette, hogy állami iskolába járhatott, és így időben el tudta végezni tanulmányait. A Mercadante család 1806-ban költözött Nápolyba, és mivel a kis Saverio tehetsége hamar megmutatkozott, hamar felmerült, hogy az itteni konzervatóriumban folytassa zenei tanulmányait. Ennek egy akadálya volt: az iskolába csak a nápolyi körzetben született gyerekeket vették fel. Egy ismerősük segítségével azonban sikeresen megoldották ezt a problémát. A helyi plébános újrakeresztelte, születési idejeként 1797-et, születési helyeként pedig egy Nápoly melletti kisvárost jelölték meg.
A konzervatóriumban Fedele Fenaroli (1730–1818), Giovanni Furno (1748–1837), Giacomo Tritto (1733–1824) valamint Niccolò Zingarelli (1725–1837) zeneszerzők és zenészek voltak a mesterei. 1818-ban Gioachino Rossini látogatta meg a nápolyi konzervatóriumot. Ekkor több hallgató is lehetőséget kapott, hogy szerzeményeivel bemutatkozzon a nagy mesternek. Mercadante két nyitányát adták elő, amik Rossini tetszését azonnal elnyerték. A nagy operaszerző állítólag a következő szavakat mondta Zingarellinek: „Kedves mester! Őszinte elismerésem tanítványához! Műveit hallgatva végiggondolhattam: ott kezdi alkotópályáját, ahol mi már befejeztük!”.
Mercadante Rossini ajánlásának köszönhette, hogy a következő évben a kor egyik legrangosabb operaháza, a nápolyi San Carlo Színház bemutatta első operáját, a Herkules megdicsőülését. Az iskolapadot éppen csak elhagyó zeneszerző első operáját mindjárt egy neves esemény kapcsán vitték színre. Ez év augusztus 14-én ünnepelték I. Ferdinánd nápoly–szicíliai király legidősebb fiának, a későbbi I. Ferencnek 42. születésnapját, aki ekkor Calabria hercege volt. Öt nappal később az ő tiszteletére és jelenlétében mutatták be Mercadante művét.  A darab nem maradt visszhang nélkül, de az igazi átütő sikert Mercadante számára az 1821-ben bemutatott hetedik operája, az Elisio és Claudio hozta meg.
1824-ben Domenico Barbaja (1771–1841) hívásának eleget téve az ifjú zeneszerző Bécsbe költözött. Itt az udvari színházban három operája bemutatóját készítette elő, majd 1827-től 1831-ig Madridban és Lisszabonban működött. 1833–1839 között a novarai dóm, majd 1839–1840 között a lancianói templom orgonistája és karnagya volt. Új lakóhelye, Navarra, közel volt Milánó, Torino, Bologna, Velence és Genova színházaihoz, így lehetővé vált számára, hogy hol az egyik, hol a másik operaház számára teljesítsen megbízásokat. 1835-ben Rossini felkérte, hogy írjon operát a párizsi Théâtre Italien számára. Az Útonállók című darab bemutatására az évad végén került sor, talán ezzel magyarázható kicsit hűvös fogadtatása is, de az ősbemutató nem vallott kudarcot, és lehetőséget adott a szerző számára, hogy egy újabb európai nagy városban mutatkozzon be. Székhelyét 1840-ben tette át ismét Nápolyba, ahol Zingarelli halála után a konzervatórium igazgatója lett. 1862-ben mindkét szemére megvakult, s ettől kezdve tanítványainak diktálta szerzeményeit. 1870-ben Nápolyban halt meg.

## Munkássága
Mercadante 1818–1857 között ötven operát komponált, legnagyobb sikerét az 1837-ben színre került Az eskü című darabbal aratta. Műveinek többsége még a bel canto előtti olasz opera stílusbeli sajátosságait mutatja, megcsillantva annak legkiforrottabb formáit. Színpadi műveire jellemző az áradó melódia-gazdaság, a lendületes dallamvezetés és a gazdag hangszerelés. A zene alkalmazkodik a színpadi szituációkhoz és jól jellemzi a szereplők jellemét. Kortársai az olasz Beethoven jelzővel illették és Pacini mellett a korszak legjelentősebb operaszerzőjeként tartották számon. Bár elsősorban operaszerzőként tett szert hírnévre, jelentős egyházzenei tevékenysége is, de írt több zenekari és kamarazenei darabot, komponált dalokat és dalciklusokat is. Több operáját még napjainkban is elveszettnek tartják számon, de felbukkanásuk bármikor megtörténhet, miként az már meg is történt több, korábban eltűntnek hitt darab esetén. Ilyen volt például a Zaira vagy a Antiochiai Emma is.

## Operái
- L'apoteosi d'Ercole  1819
- Violenza e costanza, ossia I falsi monetari  1820
- Anacreonte in Samo  1820
- Il geloso ravveduto  1820
- Scipione in Cartagine   1820
- Maria Stuarda regina di Scozia   1821
- Elisa e Claudio, ossia L'amore protetto dall'amicizia   1821
- Andronico  1821
- Il posto abbandonato, ossia Adele ed Emerico 1822
- Amleto  1822
- Alfonso ed Elisa  1822
- Didone abbandonata  1823
- Gli sciti 1823
- Costanzo ed Almeriska  1823
- Gli amici di Siracusa  1824
- Doralice  1824
- Le nozze di Telemaco ed Antiope   1824
- Il podestà di Burgos, ossia Il signore del villaggio  1824
- Nitocri  1824
- Ipermestra ' 1825
- Erode, ossia Marianna  1825
- Caritea, regina di Spagna 1826
- Ezio  1827
- Il montanaro 1827
- La testa di bronzo, ossia La capanna solitaria 1827
- Adriano in Siria  1828
- Gabriella di Vergy  1832
- La rappresaglia  1829
- Don Chisciotte alle nozze di Gamaccio 1830
- Francesca da Rimini 1831
- Zaïra 1831
- I normanni a Parigi 1832
- Ismalia, ossia Amore e morte  1832
- Il conte di Essex  1833
- Emma d'Antiochia  1834
- Uggero il danese   1834
- La gioventù di Enrico V   1834
- I due Figaro  1835
- Francesca Donato, ossia Corinto distrutta  1835
- I briganti  1836
- Il giuramento  1837
- Le due illustri rivali  1838
- Elena da Feltre 1839
- Il bravo (La veneziana)   March 1839
- La vestale  1840
- La solitaria delle Asturie, ossia La Spagna ricuperata  1840
- Il proscritto   1842
- Il reggente  1843
- Leonora   1844
- Il Vascello de Gama  1845
- Orazi e Curiazi  1846
- La schiava saracena, ovvero Il campo di Gerosolima   1848
- Medea  1851
- Statira  1853
- Violetta '’ 1853
- Pelagio  1857
- Virginia 1866
- L'orfano di Brono, ossia Caterina dei Medici  (befejezetlen, csak egy felvonás készült el)